# Овен Јанг
Овен Јанг (9. јун 1939 — Крајстчерч, 5. септембар 2014) био је новозеландски новинар и колумниста, специјализован за аутомобилизам и мотористику. Тридесет година (од 1967. до 1997) писао је за аутомобилски часопис „Отокар“ (енгл. Autocar). Након што је у Тимаруу (Нови Зеланд) радио као банкарски службеник, 1961. се преселио у Уједињено Краљевство. У почетку је сарађивао са Денијем Хјумом, новозеландским аутомобилистом, који се у то време такмичио у класи Формула јуниор, да би 1962. постао лични секретар Бруса Макларена. Са Џејмсом Хантом је 1976. написао књигу Against All Odds, у којој је описан историјат до тада једине победе неког Британца у шампионату Формуле 1. Писао је колумне и чланке за многе британске, америчке и холандске ауто-часописе. У јулу 2014. вратио се на Нови Зеланд. Умро је 5. септембра 2014.